# 発光路の強飯式
発光路の強飯式（ほっこうじのごうはんしき）は、毎年1月3日に発光路妙見神社祭り当番の受け渡しの儀式として行われているもので、氏子の扮した山伏と強力が、新太夫・古太夫という新旧の祭り当番をはじめ、氏子の人々に対して高盛飯を強いる行事である。宮座による頭屋の引継ぎ式の派生形であるが、日光責めの異名をもつように、日光修験の流れをくみ、日光山輪王寺の強飯式や生岡神社の子供強飯式などと共通する内容をもつ。平成8年（1996年）12月20日に重要無形民俗文化財に指定された。

## 概要
栃木県鹿沼市上粕尾発光路は、栃木県北西部、足尾山地の中を流れる粕尾川沿いに位置する山村である。この地は古くから日光修験との関係が強く、横根山・地蔵岳と近接の古峰ヶ原高原は、春峯修行の重要な巡路であった伝えられている。妙見神社は、かつて権現様とも呼ばれ、文禄4年（1595年）に日光より遷宮されたという伝承も残っている。この行事は、日光責めの異名をもつように、日光修験の流れを汲むもので、日光山輪王寺の強飯式や生岡神社の子供強飯式などと共通する内容をもつ。行事は、正月3日の妙見神社での祭礼終了後に、発光路公民館で行われている。行事に参加できるのは、地区内の氏子全戸であったが、昭和40年代末に神社の青年部が組織され、以後はこの青年部が行事を主催するようになった。

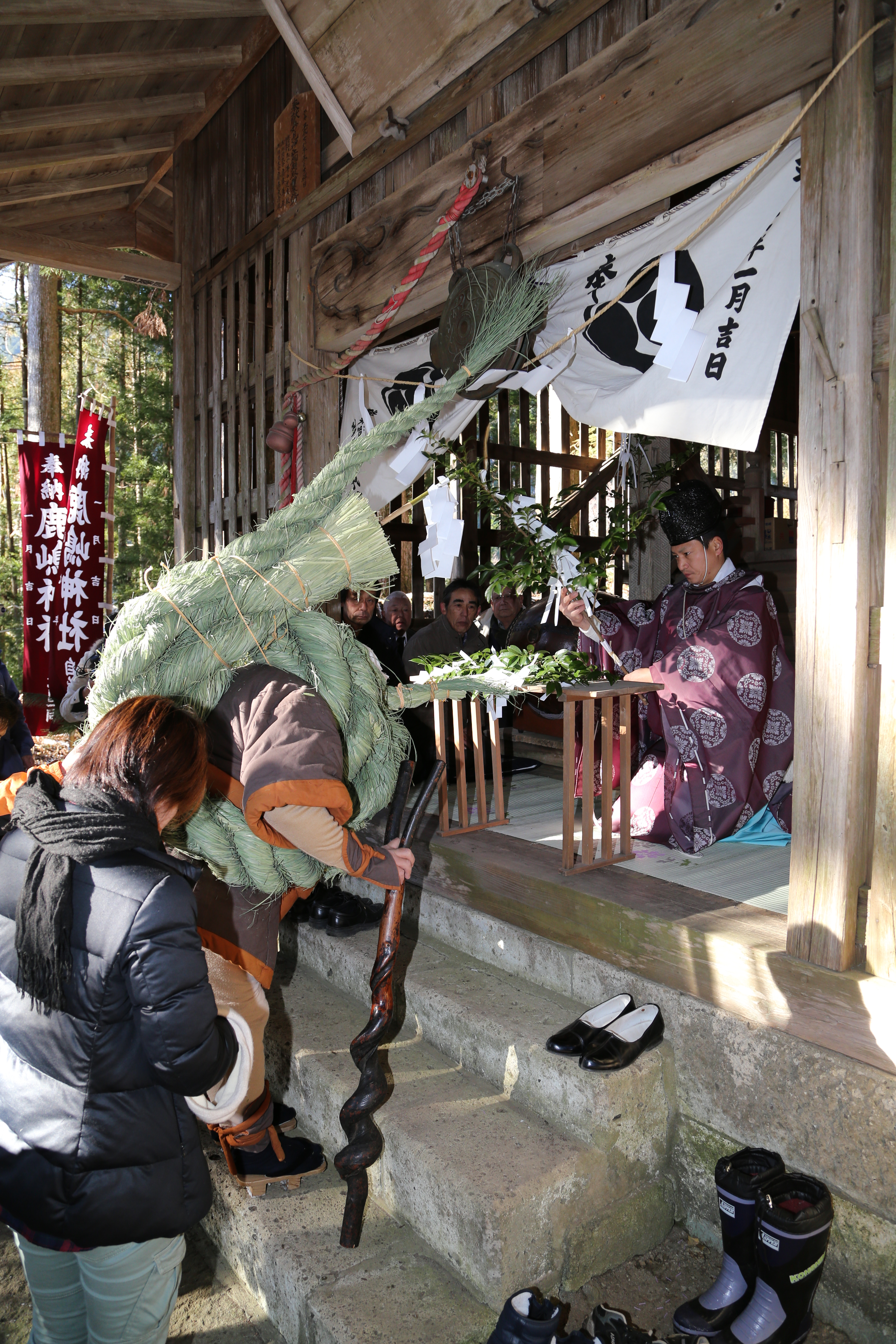
妙見神社での神事

## 行事の流れ
妙見神社の祭礼の後、当番宿からヨビツカイという子どもたちが各戸を訪れ、当番宿への着座を求める。参加者一同が座に着くと、子どもの相伴で今回の当番である古太夫から次回の当番の新太夫へ神酒が注がれて当渡しが行われ、座に着いた一同がこの酒を分かち飲みすることで新旧当番の引き渡しが承認される。古太夫は烏帽子・直垂姿、新太夫は紋付き羽織姿である。

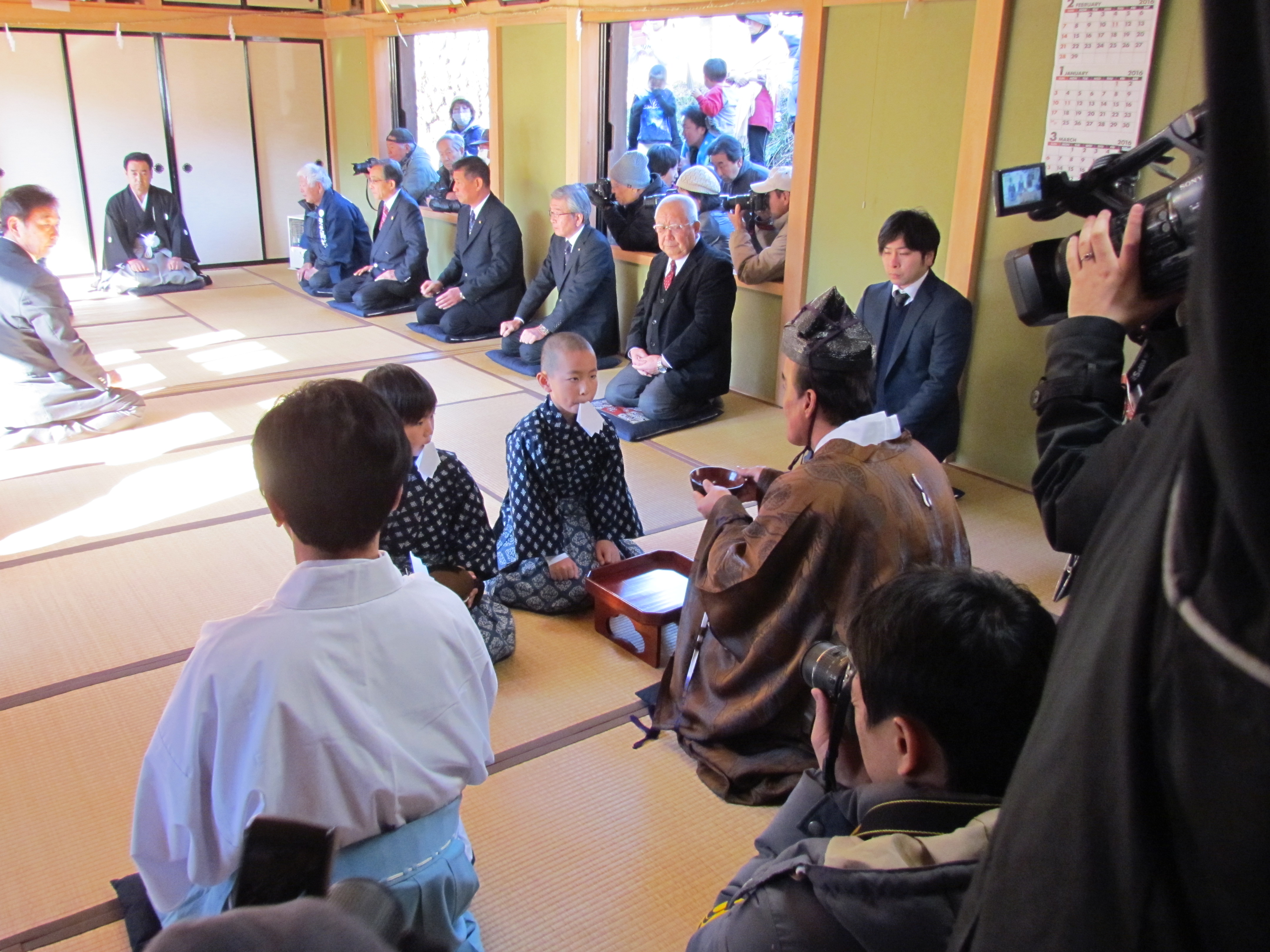
地元児童によるヨビツカイ

続いて太鼓が三度打ち鳴らされると、強飯式が開始され、山伏と強力が登場する。太鼓の合図とともに縁先で謡がうたわれ、山伏のみが座敷に入り、立ち姿で座に向かって故事来歴を述べる。強力は縁の上で、立ち膝中腰の姿で控えており、山伏の口上が済むと山伏の声を受けて座敷に入る。強力は、立て膝のまま座に進み、膝で床を激しく踏みならし、戸障子などを揺り動かしながら入座すると、手に持ったセメボウを声高らかに突き立て、さらに両手で目の上まで押し戴いて、山伏同様に来歴を述べる。山伏は、強力を従えて新太夫へと向かい、酒33杯・湯5杯と飯75膳を強いる口上を述べ、新太夫がこの強飯を受けた後、責め棒でその首根を押さえて祝う。座には新太夫のほかに、古太夫・脇太夫・遠客・新客・花婿などと氏子各戸1人が着座している。脇太夫は次の祭り当番、遠客はこの地方の名士などの遠来の客、新客は本戸以外の初めて座に着く者である。山伏と強力は、座に着いた全員に新太夫同様の口上をもって責める。このとき強力は、とくに新客と花婿に対しては、地域の習慣や氏子・村人としての心得などを申し渡し、その他の客に対しては神の名のもとに、それぞれの日常の行跡や態度を評価し感謝したり批判したりする。

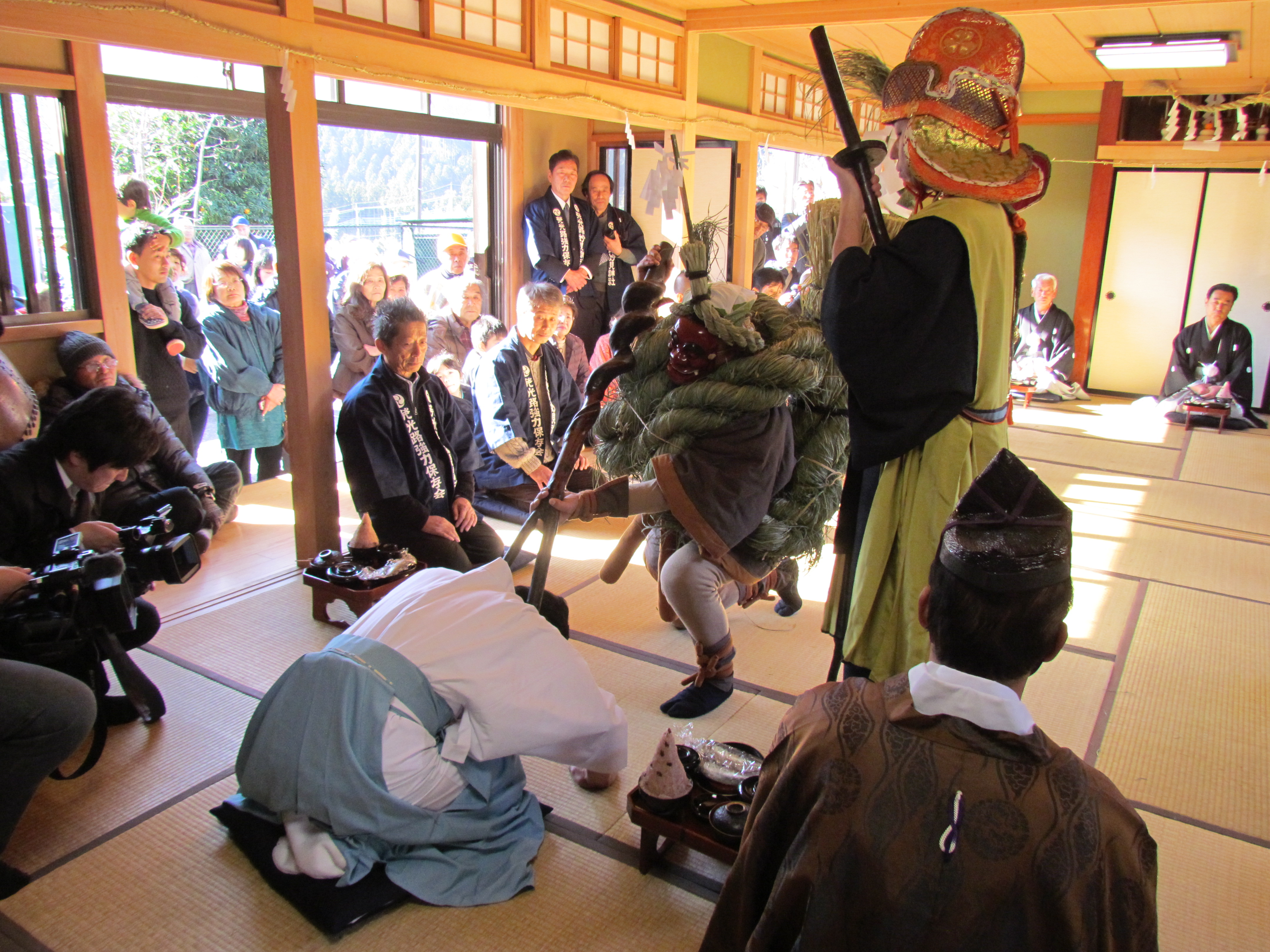
脇太夫への責め

一同に飯を強いた後、強力は最後に立ち上がり、謡に合わせて四股を踏みながら、山伏の回りを右回りに3回まわって式を終える。強飯用の料理は、かつては祭りの当番の家で調理されていたが、現在では青年部がつくっている。この行事は、祭り当番の受け渡し儀式とともに、望ましい村人としての資質を育てようとする性格もうかがわせる行事であり、重要なものである。

## 行事の参加者
- 山伏:1名。地域の者が扮する。式の進行役で役行者の末を名のる。鳥兜・袈裟・金剛杖・太刀姿
- 強力:1名。地域の者が扮する。山伏に使役される式鬼。鬼面をかぶり、藁で作った注連縄状のタスキと鉢巻をする。
- 古太夫・脇太夫:各1名。昨年1年間の祭当番であり、烏帽子・直垂姿。
- 新太夫・脇太夫:各1名。向後1年間の祭当番であり、紋付き羽織姿。
- 遠客:市長・市議会議長・教育長など。
- 新客:自治会長
- 花婿:1名。地域に新しく入った花婿役。
- ヨビツカイ：4名。地元小学生。絣の着物。
- 謡い：裏方で式の始まりの太鼓および式の終わりの謡を担当する。

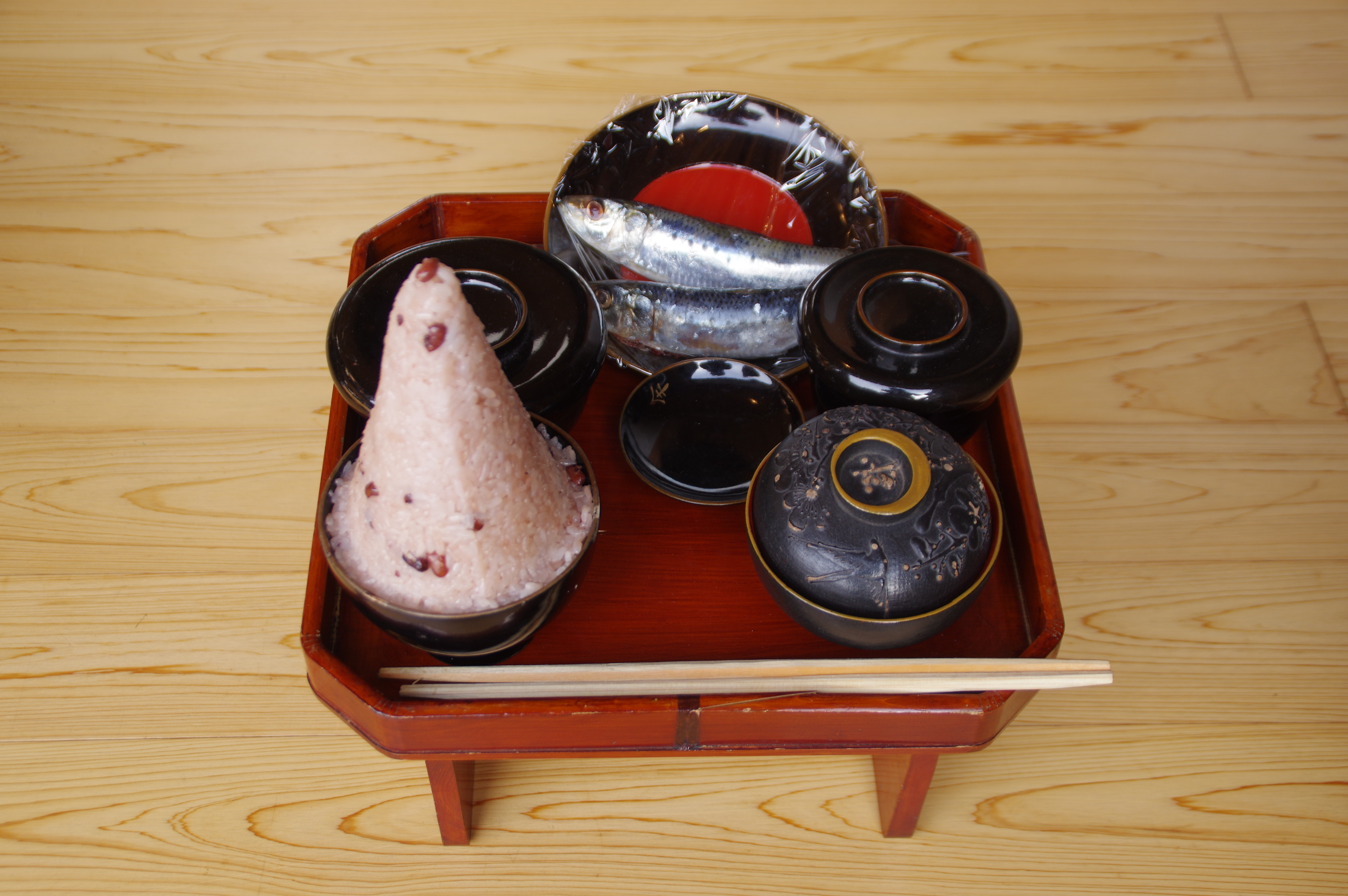
強飯式の膳

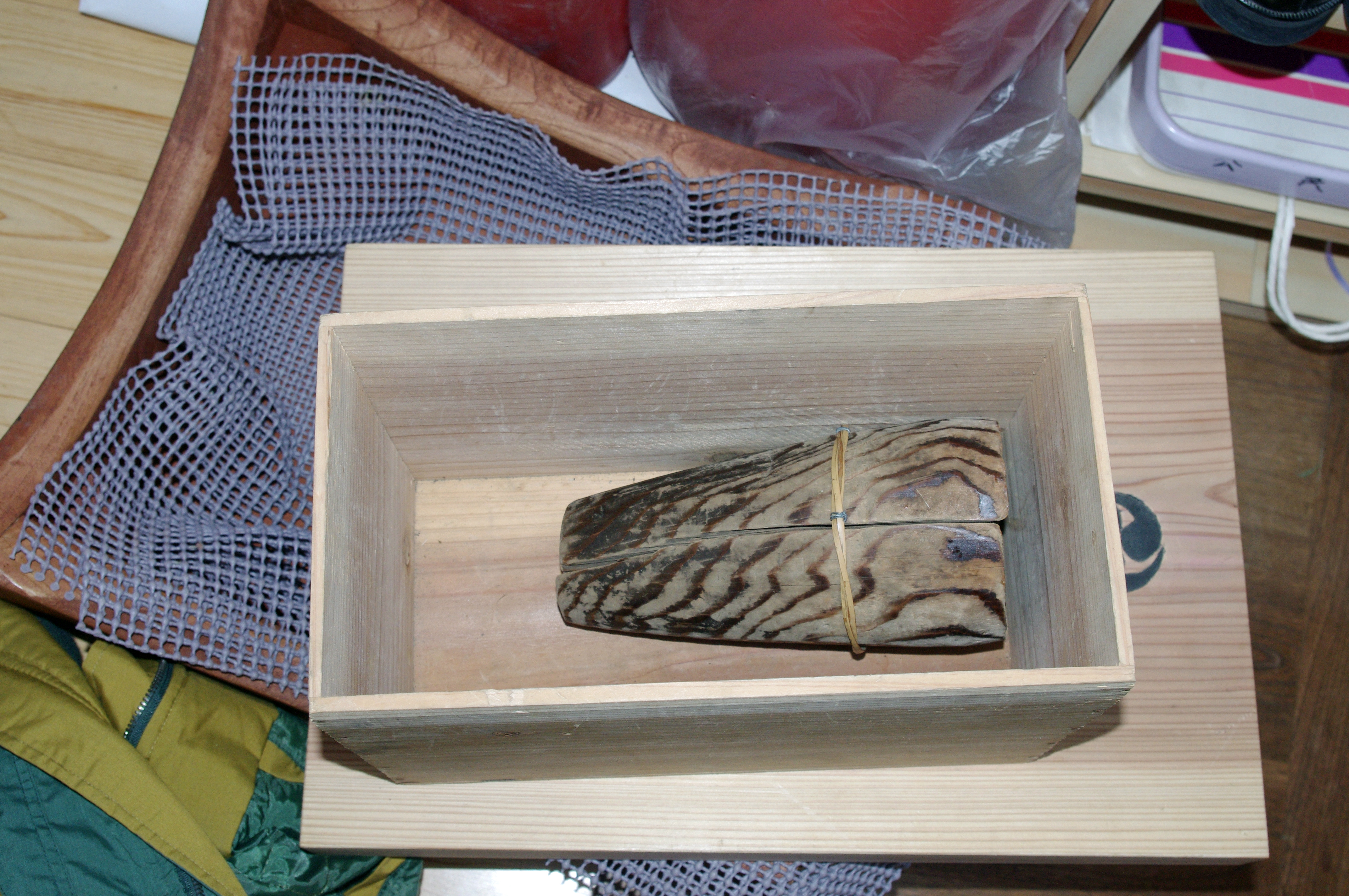
高盛飯の木型

## 高盛飯
頂戴人に強いられる高盛飯は、小豆飯を専用の木型を用いて円錐形に盛って作られる。各人の前には高脚膳が配され、膳の上には前述の飯椀のほか、イワシの載る平皿、汁椀、壺椀、小皿、はらみ箸がおかれる。実際には式中に高盛飯を完食することはなく、残った飯は参加者、見学者にふるまわれる。

## 口上

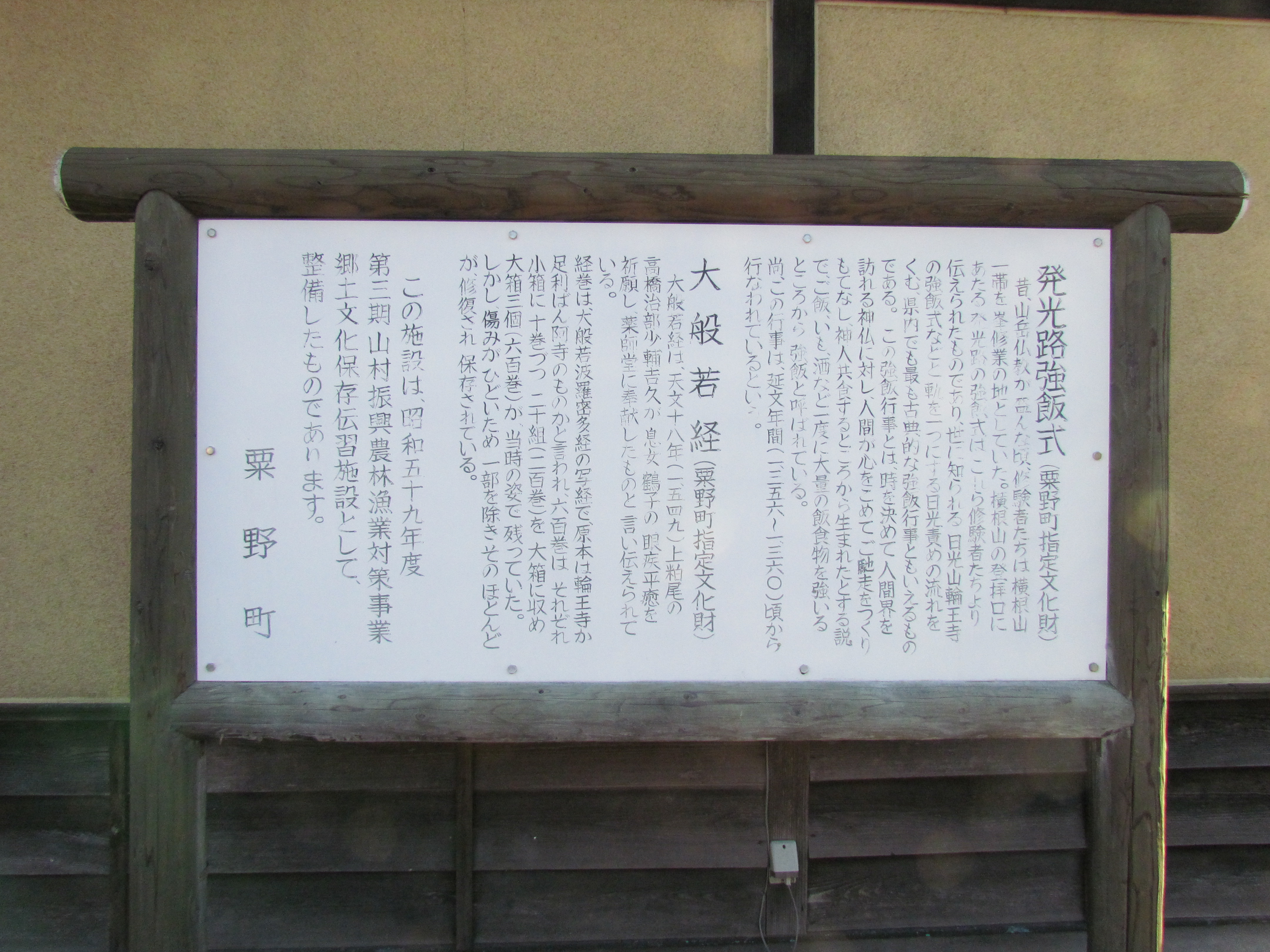
旧粟野町時代の文化財説明版

登場時
山伏
「拙僧は、役行者の末葉、峰渡りの山伏。そもそも日光山開闢は、神護景雲元年（767年）にはじめ、大同２年（807年）男体山御開き。当山において、延文４年（1359年）日光山御座主、座禅院聖てきを勧請し奉る。それより日光強飯を学び、男体山の生き写し、妙見神社の責め山伏。今日、この所の太夫に頼まれ、太夫大願を果たし、めでたいとあって、伺候つかまつった。見れば新客もありそうな。やい強力。」
式中
強力
「大剣峰山、神前の祠、竜ヶ宿、巴ヶ宿をはじめとなし、およそ男体山に三千年立てこもりし、この強力。これまで推参、アー。」
山伏
「当村の御作法はな、ただいま申した通りな。酒なら33杯、湯が5杯、強飯75膳がお定まり。一粒一菜の許しはないぞ。申し受けたとあれば、強力めでとう祝うてやれ。」
強力

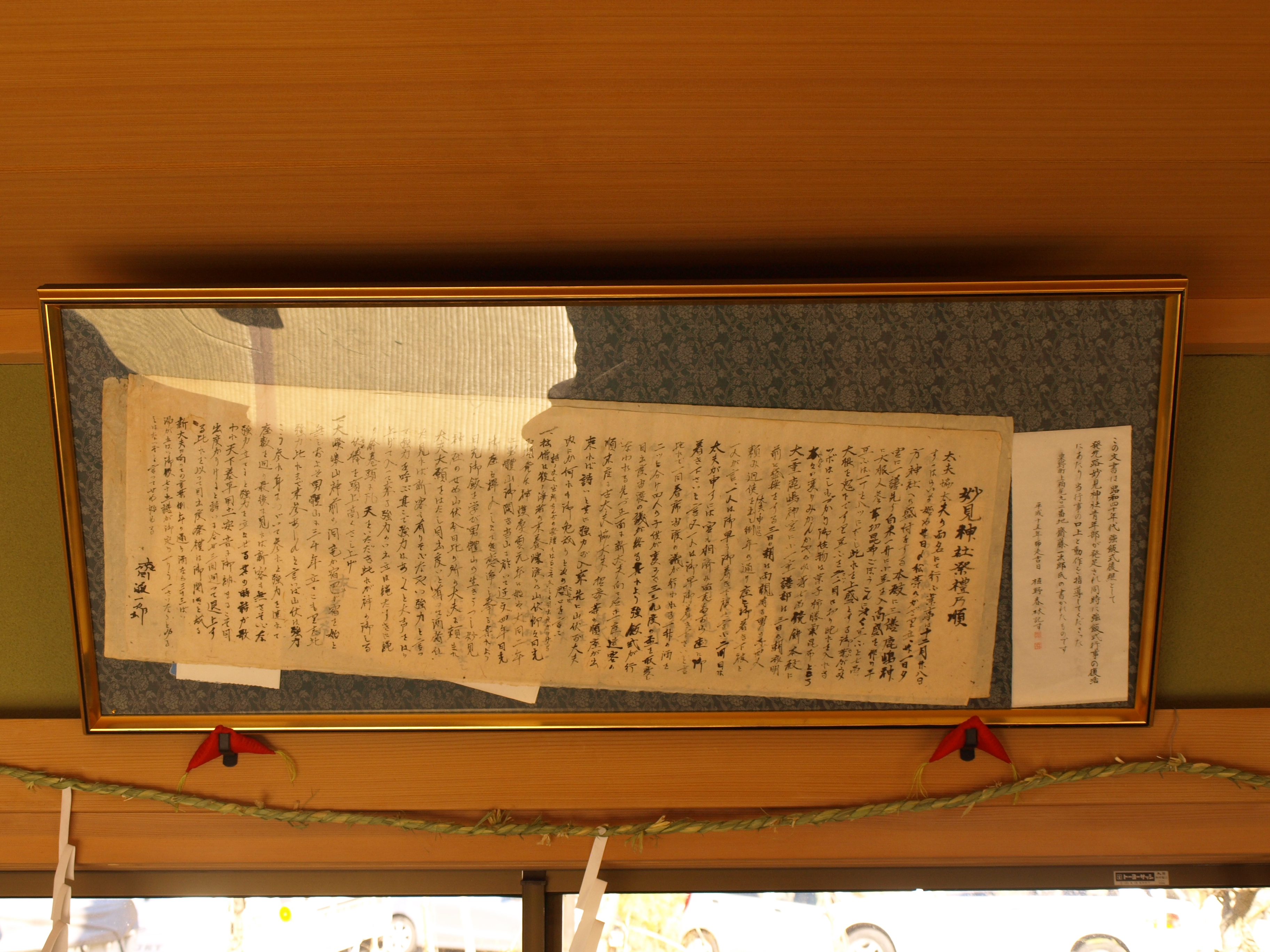
強飯式手順書

「申し受けたとあれば、この強力めでとう祝うてやる。」
終了時
山伏
「見れば、新客もなさそうな。やい強力、謡うて立て。」
謡い
「謡うて　謡うてと　天下泰平　国土安穏に　御治まるこそ　目出たかりける」